# Грибцово (Сокольский район)
Грибцово — село в Сокольском районе Вологодской области.
Входит в состав Нестеровского сельского поселения, с точки зрения административно-территориального деления — в Нестеровский сельсовет.
Расстояние по автодороге до районного центра Сокола — 42 км, до центра муниципального образования Нестерова — 11 км. Ближайшие населённые пункты — Большой Двор, Иваниха, Сониха, Поповка, Медведево.
По переписи 2002 года население — 54 человека (26 мужчин, 28 женщин). Всё население — русские.